# Mauro Wolf
Mauro Wolf (Trento, 26 ottobre 1947 – Cagiallo, 14 luglio 1996) è stato un semiologo e sociologo italiano.
Era il secondogenito dell'insegnante di musica Cesara Proclemer, diplomata in pianoforte al Conservatorio di Musica Giuseppe Verdi (Milano), e di Remo Wolf, docente di disegno e storia dell'arte e noto pittore e incisore.
Collega  di Umberto Eco, era considerato uno dei più eminenti sociologi ed esperti di comunicazione italiani.

## Biografia
Dopo aver conseguito il diploma presso il Liceo classico "G. Prati" e il diploma in pianoforte al Conservatorio di Musica "F. A. Bonporti" a Trento, ed essersi laureato all'Università degli Studi di Firenze nel 1970, iniziò la carriera accademica all'Università degli Studi di Urbino nel 1974. L'anno successivo passò all'Università di Bologna, della cui scuola di semiologia fu considerato uno degli esponenti più illustri.
Ebbe anche importanti mansioni di docenza nei Corsi di Dottorato delle Università di Barcellona, di Grenoble e di San Sebastian.
Negli anni novanta del XX secolo fu uno dei personaggi cardine nella costituzione della neonata Facoltà di Scienze della comunicazione dell'Università della Svizzera italiana dove fece rinascere il corso di giornalismo e ne assunse la direzione.
Sua l'idea originale di organizzare a Lugano una manifestazione di prodotti multimediali dell'area linguistica italiana, poi promossa nel 1996 dalla Radiotelevisione della Svizzera italiana e dalla città di Lugano: il Premio Möbius.
A Massagno (Canton Ticino) convolò a nozze il 27 aprile 1973 con Caterina, cittadina ticinese, e visse gli ultimi anni tra Cagiallo, dov’era domiciliato, Lugano e Bologna dove insegnava, facendo settimanalmente il pendolare.
Per la sua statura scientifica, per la peculiarità e l'ampiezza dei suoi studi sulla comunicazione, Mauro Wolf fu e resta un indiscusso punto di riferimento per la comunità scientifica.

## Opere
- Sociologie della vita quotidiana (1979)
- Tra informazione ed evasione: i programmi televisivi di intrattenimento (1981)
- Teorie della comunicazione di massa (1985) a cui seguono numerose altre edizioni
- Gli effetti sociali dei media (1992) a cui seguono numerose altre edizioni